# Wilhelm Kissel
Wilhelm Kissel, född den 22 december 1885 i Haßloch, död den 18 juli 1942 i Überlingen, var en tysk ingenjör och företagsledare.
Kissel anställdes av Benz & Cie. 1904 och arbetade bland annat med inköp. 1924 valdes han in i företagets styrelse, där han var en stark förespråkare för fusionen mellan Benz & Cie. och Daimler-Motoren-Gesellschaft vilket ledde till skapandet av Daimler-Benz AG. Från 1930 ledde han arbetet i Daimler-Benz styrelse och 1937 utsågs han till företagets förste officielle styrelseordförande.
Kissel såg även till att Daimler-Benz var behjälpliga i Ferdinand Porsches arbete med prototyperna till KdF-Wagen. 1933 utsågs han till hedersdoktor vid Darmstadts tekniska universitet.